# Kumpur
Kumpur (Nepali कुम्पुर) ist ein Dorf und ein Village Development Committee (VDC) in Nepal im Süden des Distrikts Dhading.
Das VDC Kumpur liegt nordöstlich der Einmündung des Thopal Khola in die Trishuli. Nördlich von Kumpur liegt die Distrikthauptstadt Nilkantha. Die Seilbahn die Kumpur und die andere Seite des Prithvi Rajmarg verbindet war Thema einer Arte Reportage über „die außergewöhnlichsten Schulwege der Welt“.

## Einwohner
Bei der Volkszählung 2011 hatte das VDC Kumpur 10.012 Einwohner (davon 4636 männlich) in 2122 Haushalten.

## Dörfer und Weiler
Kumpur besteht aus mehreren Dörfern und Weilern.
Die wichtigsten sind:
- Kumpur (1210 m ⊙)
- Parewatar (410 m ⊙)
- Pipaltar (470 m ⊙)